# Font d'Onofrio
La Font d'Onofrio (en croat, Onofrijeva Fontana; en italià, Fontana di Onofrio), a Dubrovnik (Croàcia), fou una creació del napolità Onofrio della Cava al segle xv (1438), quan feia l'aqüeducte de la ciutat de Ragusa. La Gran Font (ja que en realitat a la ciutat n'hi ha dues de creades per l'autor, la Gran o Velika, i la Petita o Mala) està situada a l'entrada de Dubrovnik per la Porta de Pile, vora les muralles, entre l'antic convent de Santa Clara, que data del segle xiii, l'església de Sant Salvador (Sveti Spas) i el convent franciscà, en una placeta al començament de l'Stradun, o carrer Gran. La font va patir destrosses al terratrèmol de 1667 i durant els bombardejos serbis de 1991-1992, però encara surt aigua pels seus 16 brocs.